# Plisko Polje
Plisko Polje falu Horvátországban, Split-Dalmácia megyében, Vis szigetén. Közigazgatásilag Vishez tartozik. 

## Fekvése
Splittől légvonalban 56 km-re délnyugatra, Vis városától légvonalban 3, közúton 7 km-re délre, Vis szigetének délkeleti oldalán, az azonos nevű szőlőtermő síkság mellett fekszik. A Vis városát Komižával összekötő régi úton autóval 15 perc alatt érhető el. Mintegy tíz házból és egy borozóból áll, melyek a Sveti Vid nevű dombocska alatt épültek.

## Története
Vis szigete már a történelem előtti időkben is lakott volt. Az enyhe éghajlat, a termékeny föld és a halban gazdag tenger már a nagyon korai időkben is bőséges feltételeket biztosított az emberi letelepedéshez. Az ősi indoeurópai kultúra már az i. e. 2. évezredben is virágzott a szigeten. Ezt igazolják a szigeten több helyen található halomsírok és az ősi várromokat jelölő „gradac”, illetve „gradina” helynevek. Plisko Polje a 17. században keletkezett, amikor a sziget a Velencei Köztársasághoz tartozott. A velencei uralomnak 1797-ben vége szakadt és osztrák csapatok vonultak be Dalmáciába. 1805-ben a sziget az osztrákokat legyőző franciák uralma alá került, de 1811-ben a tengeri fölényben levő angolok elvették a franciáktól és saját kereskedelmi központjukká tették. Napóleon végső veresége után újra az osztrákoké lett. A településnek 1880-ban 68, 1910-ben 88 lakosa volt. 
1918-ban elfoglalták az olasz csapatok, az olasz  uralom 1921-ig tartott. Ezután az új szerb-horvát-szlovén állam, majd később Jugoszlávia része lett. A II. világháború során 1941-ben újra olasz megszállás alá került, mely 1943-ig az olasz kapitulációig tartott. Ezután a Plisko-mező folytatásában nyugat felé szövetséges katonai repülőtér működött itt, melyet az 1960-as években számoltak fel. A II. világháború után a szocialista Jugoszláviához került. A jugoszláv időszak sziget gazdasági stagnálásának időszaka volt, a lakosság száma a negyedére esett vissza. 1991-től a független Horvátország része, de 1992-ig a JNA katonái állomásoztak a szigeten. A jugoszláv katonák csak 1992 május 30-án hagyták el végleg a szigetet, helyükre horvát csapatok érkeztek. 2011-ben 19 lakosa volt, akik a hagyományos olajbogyó- és szőlőtermesztés mellett halászatból éltek. 

## Népesség
| Lakosság változása | Lakosság változása | Lakosság változása | Lakosság változása | Lakosság változása | Lakosság változása | Lakosság változása | Lakosság változása | Lakosság változása | Lakosság változása | Lakosság változása | Lakosság változása | Lakosság változása | Lakosság változása | Lakosság változása | Lakosság változása |
| ------------------ | ------------------ | ------------------ | ------------------ | ------------------ | ------------------ | ------------------ | ------------------ | ------------------ | ------------------ | ------------------ | ------------------ | ------------------ | ------------------ | ------------------ | ------------------ |
| 1857               | 1869               | 1880               | 1890               | 1900               | 1910               | 1921               | 1931               | 1948               | 1953               | 1961               | 1971               | 1981               | 1991               | 2001               | 2011               |
| 0                  | 0                  | 68                 | 89                 | 84                 | 88                 | 70                 | 77                 | 90                 | 82                 | 57                 | 36                 | 28                 | 21                 | 21                 | 19                 |

(1857-ben és 1869-ben lakosságát Vis városához számították.)

## Nevezetességei
- Szent Vid tiszteletére szentelt 14. századi gótikus temploma az azonos nevű magaslaton áll. Kapuzata 17. századi. Keleti oldalán található a szűk kis apszis, ahol a falazott oltár áll. Belső terében az oldalfal mentén két falazott kőpad is található. Homlokzatán a bejárat két oldalán két kis ablak, a bejárat felett kis rózsaablak látható. A homlokzat felett egykor kis harangtorony volt, mely idővel valószínűleg leomlott. A 17. században még temető volt körülötte, mely mára elpusztult.

- A falutól nyugatra ma is látható a szövetségesek 1944-ben épített repülőterének nyomai annak ellenére, hogy helyét az 1960-as években szőlővel telepítették be.

## Sport
A településen ma is működik a Sir William Hoste alapította krikettklub, ahol nemzetközi mérkőzéseket is játszanak.